# Birgitta Rembe
Aslög Birgitta Rembe, född Wieslander den 12 juni 1929, död 22 september 2018, var en svensk journalist.
Rembe var dotter till stadsombudsman Sven Heimer Svensson och Märta Wieslander. Hon studerade medicin vid Lunds universitet.
Journalistkarriären inleddes på Arbetaren där hon efter ett tag blev redaktör för kvinnosidan. Från 1958 var hon konsumentjournalist för Aftonbladet. Detta ledde till ett jobb på Varudeklarationsnämnden. 1966 återvände hon till journalistiken, denna gång på radion. Hon blev senare samhällschef på ljudradion och var 1974 med och startade programmet Öppen kanal. 1975 blev hon radions planeringschef.
1979 utsågs Rembe till chef för TV1:s faktaavdelning. Hon lämnade denna position 1981. Istället gick hon över till TV2 för att arbeta med program som Magasinet och Sköna söndag. Det sista programmet hon arbetade med som SVT-anställd var Mosaik.
Rembe gifte sig 1954 med kulturchefen Rolf Rembe. Hon fick fyra barn.